# Mycetophagus ater
Mycetophagus (Mycetophagus) ater – gatunek chrząszcza z rodziny ścierowatych i podrodziny Mycetophaginae.

## Taksonomia
Gatunek opisany został w 1879 roku przez Edmunda Reittera jako Tritoma ater.

## Opis
Ciało od 5 do 6 mm długie, czerwonobrunatne, z tyłem głowy przedpleczem i pokrywami ciemnobrunatnymi do czarnych, a odnóżami czerwonawymi. Czułki jednolicie żółtoczerwone, o pięciu końcowych członach wyraźnie większych. Przedplecze grubo punktowane, najszersze przed podstawą, Pokrywy z 10 rzędami punktów i bez plam. Pierwszy segment stóp tylnych dłuższy od tego z pazurkiem. Ostatni człon głaszczków szczękowych nie jest wyraźnie szerszy.

## Ekologia
Żyje w zaatakowanym przez grzyby drewnie i w hubach.

## Występowanie
Występuje głównie na wschodzie Syberii, aż po Kraj Nadmorski. W Europie wykazany został dotąd z Austrii, Białorusi, Bośni i Hercegowiny, Chorwacji, Czech, Francji, byłej Jugosławii, Łotwy, Niemiec, Polski, europejskiej Rosji, Słowacji, Słowenii, Węgier i Ukrainy.
W Polsce bardzo rzadko spotykany, znany tylko z okolic Przemyśla.